# Stephan Bothe

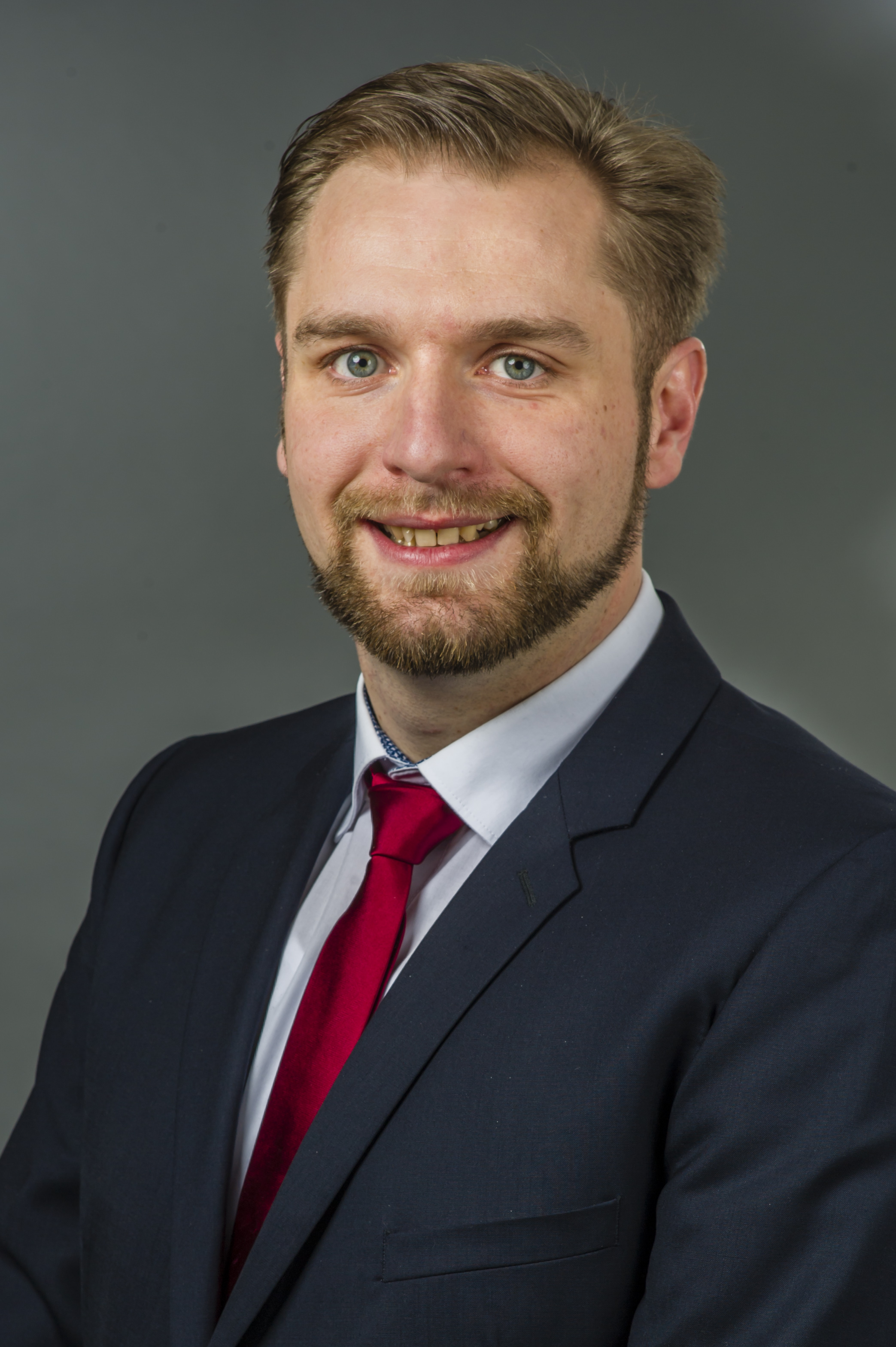
Stephan Bothe

Stephan Bothe (* 1984) es un alemán político de Alternativa para Alemania (AfD). Es diputado en el Parlamento del Estado federado de Baja Sajonia desde noviembre de 2017.

## Carrera política
De 2006 a 2009, Bothe fue miembro de la Christlich Demokratische Union Deutschlands (CDU). (CDU). En 2013, Bothe se unió a la AfD. El 15 de octubre de 2017, Bothe logró entrar en el Landtag Niedersachsen como diputado por la AfD. Su partido lo situó en segundo lugar en la lista estatal; se presentó en la circunscripción 49 de Luneburgo.
En 2021, Stephan Bothe fue acusado de intentar revivir el partido de extrema derecha "Flügel" de la AfD revival. El comité ejecutivo federal de la AfD solicitó entonces un procedimiento de exclusión del partido contra él; el propio Bothe calificó las acusaciones de infundadas. Bothe participó en una reunión de AfD en febrero en la que supuestamente se discutió una reconstrucción secreta de las estructuras de las alas más allá de las asociaciones de distrito.
Bothe impugnó el documento de audio grabado como prueba.
Debido a esta circunstancia y a anteriores conflictos internos del partido, desde septiembre de 2020 hasta el final de la legislatura, en noviembre de 2022, fue Diputado sin facciones del Landtag. 
En 2021, la prohibición impuesta por el partido a Bothes de ocupar cargos se levantó de nuevo por motivos formales.
En las elecciones al Landtag de Baja Sajonia de 2022, Bothe volvió a entrar en el Landtag a través de la lista estatal de la AfD.

## Literatura
- Gabriele Andretta (ed.), Departamento de Prensa, Relaciones Públicas, Protocolo: Landtag Niedersachsen. Manual del Parlamento de Baja Sajonia del 18º período electoral. 2017 a 2022, 1ª edición, Hannover: Niedersächsischer Landtag, 2018, p. 22.